# Kadir Bayram
Kadir Bayram (Osmangazi, 13 settembre 1996) è un cestista turco.